# Organizația Internațională a Aviației Civile

Drapelul ICAO

Organizația Internațională a Aviației Civile (engleză International Civil Aviation Organization acronim ICAO) este o agenție a Națiunilor Unite, care codifică principiile și tehnicile de navigație aeriană internațională, și care se îngrijește de planificarea și dezvoltarea transportului aerian internațional pentru a asigrura o creștere în siguranță și în ordine.  Sediul general se află în Quartier International, Montreal, Canada.
Consiliul ICAO adoptă standarde și recomandă practici ce privesc navigația aeriană, prevenirea amestecului ilegal și facilitarea procedurilor de trecere a frontierei pentru aviația civilă.  În plus, ICAO definește protocoalele pentru investigările accidentelor internaționale urmărit de autoritățile pentru transportul în siguranță în țările semnatarea ale Convenției Internaționale a Aviației Civile, mai cunoscută sub denumirea de Convenția de la Chicago.
ICAO nu trebuie confundat cu International Air Transport Association (IATA), o organizație de comerț pentru linii aeriene, cu sediul tot în Montreal.